# Maier

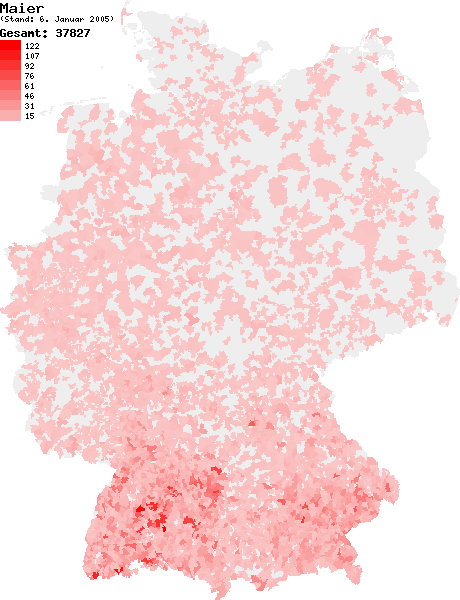
Verteilung des Namens Maier in Deutschland (2005)

Maier ist ein deutscher Familienname, der zwei Hauptwurzeln hat:
- lateinisch maior, was so viel wie „Vorgesetzter“ bedeutet,
- hebräisch meir (מאיר) für „Lichtbringer“.

Im jüdischen Kulturkreis taucht Maier auch als Vorname auf.

## Schreibweisen
Die Schreibweise von Maier hat sich parallel zueinander je nach regionalen Gegebenheiten unterschiedlich entwickelt. Beispielsweise ist die Schreibweise „Maier“ häufiger in süddeutschen Regionen zu finden, während „Meier“ eher im norddeutschen Raum verbreitet ist. Varianten, Bedeutung und Verbreitung siehe dort.

## Namensträger (Vorname)
- Maier Hess,  Gründer von Maier & Louis Hess
- Maier Kohn (1802–1875), deutscher Chasan, Sänger, Musikologe und Lehrer

## Namensträger (Nachname)

### A
- Adalbert Maier (1811–1889), deutscher katholischer Theologe, Geistlicher und Hochschullehrer
- Adolf Maier (Politiker) (1861–1935), österreichischer Politiker (CSP)
- Adolf Maier (Jurist) (1871–1963), deutscher Jurist und Politiker
- Albert Maier (Pädagoge) (1873–1961), deutscher Lehrer
- Albert Maier (Geistlicher) (vor 1880–1944), deutscher Prediger
- Albert Maier (Politiker, I), deutscher Politiker (DSP), MdL Danzig
- Albert Maier (Politiker, 1890) (1890–1962), deutscher Politiker (CDU), MdL Baden-Württemberg
- Albert Maier (Ingenieur) (1899–1983), deutscher Ingenieur und Wirtschaftsmanager
- Albert Maier (Kunsthändler) (* 1948), deutscher Kunst- und Antiquitätenhändler
- Albi Maier (* 1952), deutscher Maler
- Alessandro Maier (* 1988), Schweizer Fußballspieler
- Alex Maier (Künstler) (1917–2005), Schweizer Grafiker, Zeichner, Maler und Kunstpädagoge
- Alexander Maier (Schachspieler) (* 1960), deutscher Schachspieler
- Alexander Maier (Architekt) (* 1972), Schweizer Architekt
- Alexander Maier (Snowboarder) (* 1974), österreichischer Snowboarder
- Alexander Maier (Politiker) (* 1991), deutscher Politiker (Bündnis 90/Die Grünen)
- Alfred Maier (1906–1983), deutscher katholischer Theologe, Priester und Wallfahrtsdirektor
- Alois Maier-Kaibitsch (1891–1958), österreichischer Politiker
- Aloys Maier (1782–1851), deutscher Politiker, Landrat des Landkreises Hünfeld
- Amanda Röntgen-Maier (1853–1894), schwedische Komponistin
- Andreas Maier (Autor) (* 1967), deutscher Schriftsteller
- Andreas Maier (Fußballspieler, 1972) (* 1972), US-amerikanischer Fußballspieler
- Andreas Laurenz Maier (* 1973), deutscher Schauspieler und Hörspielsprecher
- Andreas Maier (Informatiker) (* 1980), deutscher Informatiker
- Andreas Maier (Fußballspieler, 1983) (* 1983), deutscher Fußballspieler
- Andreas Maier (Eishockeyspieler) (* 1987), deutscher Eishockeyspieler
- Andreas Maier (Handballspieler) (* 2001), deutscher Handballspieler
- Anja Maier (* 1965), deutsche Journalistin und Schriftstellerin
- Anna Maier (* 1977), Schweizer Fernsehmoderatorin
- Anna-Katharina Maier (* 1984), deutsche Filmregisseurin
- Anneliese Maier (1905–1971), deutsche Philosophin
- Anton Maier (Politiker, 1876) (1876–1955), österreichischer Politiker (CS), Nationalrat
- Anton Maier (Politiker, II), deutscher Politiker (USPD), MdL Württemberg
- Anton Maier (Politiker, 1892) (1892–1966), deutscher Politiker (CSU), MdL Bayern
- Anton Maier (Fußballspieler) (* 1931), österreichischer Fußballspieler (Grazer AK)
- Anton Maier (* 1949), österreichischer Musiker, siehe Toni Maier
- Arne Maier (* 1999), deutscher Fußballspieler
- August Maier (Komponist) (?–1861), deutscher Kantor, Violinist und Komponist
- August Maier (Oberamtmann) (1819–1882), württembergischer Oberamtmann
- August Maier (Politiker) (1837–1903), österreichischer Abgeordneter zum Kärntner Landtag
- August Karl Maier (1865–1913), badischer Oberamtmann
- August Richard Maier (1878–nach 1922), deutscher Kunsthistoriker

### B
- Barbara Maier-Lörcher (* 1942), deutsche Kunsthistorikerin
- Benjamin Maier (* 1994), österreichischer Bobfahrer
- Bernd Maier (* 1974), deutscher Fußballspieler
- Bernhard Maier (Musiker) (* 1941), deutscher Pianist und Hochschullehrer
- Bernhard Maier (Politiker) (* 1945), deutscher Politiker, Landrat im Landkreis Böblingen
- Bernhard Maier (Manager) (* 1959), deutscher Manager
- Bernhard Maier (Religionswissenschaftler) (* 1963), deutscher Religionswissenschaftler
- Brigitte Maier (1952–2010), US-amerikanische Pornodarstellerin

### C
- Carl Maier (Geiger) (vor 1818–1874), deutscher Geiger
- Carl Maier (Verleger) (1819–1867), deutscher Buchhändler und Verleger
- Carl Maier (Unternehmer) (1877–1952), Schweizer Unternehmer und Politiker (FDP)
- Carl Maier (Funktionär) (* 1922), deutscher Unternehmer und Verbandsfunktionär
- Carl Christian Maier (1851–1938), deutscher Landwirt, Unternehmer und Politiker (DP), MdL Württemberg
- Charles Maier (* 1939), US-amerikanischer Historiker
- Christian Maier (* 1976), deutscher Musiker und Sänger (Da Huawa, da Meier und I)
- Christian Gottlieb Maier (1813–nach 1878), deutscher Verwaltungsbeamter
- Christiane Maier Reinhard (* 1950), Deutsch-Schweizer Dozentin für Kunstpädagogik und Bildnerische und Technische Gestaltung, Malerin, Zeichnerin und Autorin
- Christine Maier (* 1965), Schweizer Journalistin und Fernsehmoderatorin
- Christine A. Maier (* 1969), österreichische Kamerafrau
- Christl M. Maier (* 1962), deutsche evangelische Theologin und Alttestamentlerin
- Christoph Maier (Musiker) (1660–1727), deutscher Geiger und Bläser
- Christoph Maier (Politiker, 1931) (1931–2021), deutscher Politiker (CSU)
- Christoph Maier (Politiker, 1984) (* 1984), deutscher Rechtsanwalt und Politiker (AfD)
- Clemens Maier-Wolthausen (* 1973), deutscher Historiker
- Cölestin Maier (1871–1935), deutscher Abt
- Conny Maier (* 1987), deutsche Malerin
- Corinne Maier (* 1963), französische Psychoanalytikerin

### D
- Daniela Maier (* 1996), deutsche Ski-Crosserin
- David Maier (* 2000), österreichischer Eishockeyspieler
- Didi Maier (* 1983), österreichischer Koch
- Dieter Maier (Fußballspieler) (1930–2022), deutscher Fußballspieler
- Dieter Maier, eigentlicher Name von Friedrich Paul Heller, deutscher Autor
- Dietrich Maier (1944–2015), deutscher Chemieingenieur
- Dominic Maier (* 1989), österreichischer Politiker
- Dorothee Hess-Maier (* 1936), deutsche Verlegerin

### E
- Edith Maier (* 1958), österreichische Weitspringerin
- Eduard Maier (* 1951), deutscher Origamikünstler und Verleger
- Elisabeth Maier (Musikwissenschaftlerin) (* 1947), österreichische Musikwissenschaftlerin
- Elisabeth Maier (Tischtennisspielerin) (* 1967), österreichische Tischtennisspielerin
- Elisabeth Maier (Skeletonpilotin) (* 1994), kanadische Skeletonpilotin
- Emil Maier (Politiker) (1876–1932), deutscher Politiker (SPD)
- Emil Maier (Fußballspieler) (* 1925), deutscher Fußballspieler
- Emil Maier (Maler) (1935–2011), deutscher Maler
- Emil Maier-Dorn (1908–1986), deutscher Schriftsteller und Politiker (DRP, NPD)
- Emilia Maier (* 2007), deutsche Schauspielerin
- Erich Maier (Ingenieur) (1901–1981), deutscher Ingenieur und Unternehmer, siehe Maierform
- Erich Maier (Archivar) (1930–2021), deutscher Archivar
- Erich Maier (Politiker) (* 1947), deutscher Politiker, Bürgermeister von Lampertheim
- Erich Josef Maier (* 1927), deutscher Autor
- Ernst Maier (Fotograf) (1886–1968), deutsch-österreichischer Fotograf
- Ernst Maier (Ingenieur) (1905–nach 1964), deutscher Ingenieur
- Ernst Maier-Reimer (1944–2013), deutscher Ozeanograph
- Ernst Theophil Maier (genannt Ernst Maier-Crusianus; 1651–1727), deutscher Jurist und Hochschullehrer
- Erwin Maier (Kaufmann) (1927–2016), deutscher Textilkaufmann
- Erwin Maier (Fußballspieler) (* 1974), österreichischer Fußballspieler
- Eugen Maier (1899–1940), deutscher Politiker (NSDAP)
- Eugen Maier (Geistlicher) (1944–2022), deutscher katholischer Geistlicher und Domkapitular

- Eva Maria Maier (Juristin) (* 1959), österreichische Juristin und Hochschullehrerin
- Eva Maria Maier (Malerin) (* 1962), österreichische Malerin und Grafikerin

### F
- Fabian Maier (Moderator) (* 1971), deutscher Radio- und Fernsehmoderator
- Fabian Maier (Fußballspieler) (* 1988), österreichischer Fußballspieler
- Fabian Maier (Eishockeyspieler) (* 1991), Schweizer Eishockeyspieler
- Felix K. Maier (* 1981), deutscher Althistoriker und Altphilologe
- Ferdinand Maier (Archäologe) (1925–2014), deutscher Archäologe
- Ferdinand Maier (Politiker) (* 1951), österreichischer Politiker (ÖVP)
- Florian Maier (Stereograph) (* 1978), deutscher Stereograph
- Florian Maier (Politiker) (* 1985), deutscher Politiker (SPD)
- Florian Maier (Fußballspieler) (* 1992), österreichischer Fußballspieler
- Florian Magnus Maier (* 1973), deutscher (klassischer) Komponist, Heavy-Metal-Gitarrist und Produzent
- Frank Maier (* 1977), deutscher Schauspieler
- Frank O. Maier (* 1976), deutscher Künstler
- Frank Maier-Solgk (* 1959), deutscher Literaturwissenschaftler
- Franz Maier (Politiker) (1872–1945), österreichischer Politiker (FOB, LB)
- Franz Maier (Archivar) (* 1960), deutscher Archivar
- Franz Maier-Bruck (1927–1982), österreichischer Schriftsteller und Herausgeber
- Franz Georg Maier (Bibliothekar) (1925–2012), Schweizer Bibliothekar und Historiker
- Franz Georg Maier (Althistoriker) (1926–2014), deutscher Althistoriker und Klassischer Archäologe
- Franzjosef Maier (1925–2014), deutscher Violinist und Dirigent
- Franz Karl Maier (1910–1984), deutscher Verleger und Zeitungsherausgeber
- Franz Xaver Maier (NS-Opfer) (1910–1942), deutscher Pallottiner und NS-Opfer
- Franz Xaver Maier (SS-Mitglied) (1913–1970), deutscher SS-Untersturmführer
- Fred Anton Maier (1938–2015), norwegischer Eisschnellläufer
- Friederike Maier (* 1954), deutsche Volkswirtin und Arbeitsmarktforscherin
- Friedrich Maier (Politiker) (1894–1960), deutscher Politiker (SPD)
- Friedrich Maier (Altphilologe) (* 1935), deutscher Altphilologe
- Friedrich Maier-Bode (1868–1952), deutscher Landwirtschaftslehrer und landwirtschaftlicher Fachautor
- Friedrich Eugen Maier (1898–1976), deutscher Pilot und Ingenieur
- Friedrich Wilhelm Maier (1883–1957), deutscher katholischer Theologe und Hochschullehrer
- Friedrich Wilhelm Maier-Bode (1900–1953), deutscher Phytopathologe
- Fritz Maier (Ringer), deutscher Ringer
- Fritz Maier (Kaufmann) (1927–2002), österreichischer Kaufmann und Geschäftsführer der Salzburger Nachrichten
- Fritz Maier (Lithograf) (* 1955), deutscher Lithograf
- Fritz Franz Maier (1844–1926), österreichischer Schiffskonstrukteur
- Frumentia Maier (* 1940), deutsche katholische Ordensschwester, Sozialpädagogin und Psychologin

### G
- Gabriele Binder-Maier (* 1956), österreichische Politikerin
- Georg Maier (Politiker, 1849) (1849–1913), deutscher Politiker (Zentrum), MdL Württemberg
- Georg Maier (Sportfunktionär) (1898–1975), deutscher Sportfunktionär
- Georg Maier (Politiker, 1927) (1927–1999), österreichischer Politiker (SPÖ), Salzburger Landtagsabgeordneter
- Georg Maier (Theaterdirektor) (1941–2021), deutscher Theaterdirektor, Autor, Regisseur und Schauspieler
- Georg Maier (Politiker, 1967) (* 1967), deutscher Politiker (SPD), Innenminister des Freistaats Thüringen
- Georg Maier (Musiker) (* 1986), deutscher Gitarrist und Komponist
- Georg Heinrich Maier (1907–1945), deutscher Rechtswissenschaftler im Bereich des Römischen Rechts
- Gerald Maier (* 1966), deutscher Historiker und Archivar
- Gerhard Maier (Abt) (1855–1926), deutscher Ordensgeistlicher, Abt von Sittich
- Gerhard Maier (Theologe) (* 1937), deutscher Theologe und Jurist
- Gerhard Maier (Biologe) (* 1964), deutscher Biologe und Hochschullehrer für Gewässerökologie
- Gerhard Maier (Moderator) (* 1982), österreichischer Moderator
- Gerhard Maier-Rigaud (* 1940), deutscher Wirtschaftswissenschaftler
- Giovanni Maier (* 1965), italienischer Jazz-Bassist und Komponist
- Gösta Maier (1926–2012), österreichischer Schriftsteller
- Gottlob Heinrich Maier (1765–1826), badischer Oberhofgerichtsrat
- Gregor Maier (Journalist) (* vor 1980), deutscher Journalist
- Gregor Maier (Fußballspieler) (* 1996), österreichischer Fußballspieler
- Günter Maier (* 1962), deutscher Psychologe und Hochschullehrer
- Günther Maier (Chemiker) (* 1932), deutscher Chemiker und Hochschullehrer
- Günther Maier (Fußballspieler) (* 1973), deutscher Fußballspieler
- Günther Maier (Skibergsteiger), deutscher Skibergsteiger
- Gustav Maier (Schriftsteller) (1844–1923), deutscher Bankmanager, Schriftsteller und Herausgeber
- Gustav Maier (Fußballspieler), deutscher Fußballspieler
- Gustav Maier (Ruderer) (1906–??), deutscher Ruderer

### H
- Hannes G. Maier-Hohenstein (1935–2010), deutscher Maler und Bildhauer
- Hanns Maier (1922–2016), deutscher Architekt, Bauunternehmer und Diplomat
- Hans Maier (Architekt) (vor 1900–1947), deutscher Architekt und Bauunternehmer
- Hans Maier (Politiker, I), österreichischer Müller und Politiker, Tiroler Landtagsabgeordneter
- Hans Maier (Ruderer) (1909–1943), deutscher Ruderer
- Hans Maier (Wasserballspieler) (1916–2018), niederländischer Wasserballspieler
- Hans Maier (Fußballspieler) (* 1921), deutscher Fußballspieler
- Hans Maier (Politiker, 1931) (* 1931), deutscher Politikwissenschaftler und Politiker (CSU), MdL Bayern
- Hans Maier (Musiker) (* 1977), deutscher Akkordeonspieler und Dozent
- Hans Maier-Bode (1906–1996), deutscher Chemiker und Pharmakologe
- Hans Albert Maier (1910–1977), deutsch-US-amerikanischer Germanist und Literaturwissenschaftler
- Hans Gerhard Maier (1932–2023), deutscher Lebensmittelchemiker und Hochschullehrer
- Hansjörg Maier-Aichen (auch Hansjerg Maier-Aichen; * 1940), deutscher Designer und Hochschullehrer
- Hans Jürgen Maier (* 1960), deutscher Ingenieur und Hochschullehrer
- Hans W. Maier (1882–1945), deutsch-schweizerischer Psychiater
- Harald Maier (* 1960), österreichischer Radrennfahrer
- Harald Maier-Metz (* 1945), deutscher Germanist und Historiker
- Harry Maier (Grafiker) (1901–1978), deutscher Grafiker und Illustrator
- Harry Maier (1934–2010), deutscher Wirtschaftswissenschaftler
- Hartmut Maier-Gerber (1923–2012), deutscher Arzt und Unternehmer
- Hedwig Maier (1905–2006), deutsche Juristin
- Heinrich von Maier (1843–1914), württembergischer Oberamtmann
- Heinrich Maier (Philosoph) (1867–1933), deutscher Philosoph
- Heinrich Maier (Kunstglaser) (1881–1923), deutscher Kunstglaser und Glasmaler
- Heinrich Maier (Theologe) (1908–1945), österreichischer Priester und Widerstandskämpfer
- Heinrich Maier-Lindi (1876–1950?), deutscher Maler
- Heinz Maier (Fußballspieler) (* 1943), deutscher Fußballspieler
- Heinz Maier (Mediziner) (* 1952), deutscher Sanitätsoffizier
- Heinz Maier (Leichtathlet) (* 1954), deutscher Leichtathlet
- Heinz Maier-Leibnitz (1911–2000), deutscher Physiker
- Helmar Maier (1941–2017), deutscher Holzbildhauer
- Helmut Maier (Architekt) (* 1937), deutscher Architekt und Denkmalpfleger
- Helmut Maier (Wirtschaftswissenschaftler) (* 1941), deutscher Wirtschaftswissenschaftler und Statistiker
- Helmut Maier (Mathematiker) (* 1953), deutscher Mathematiker
- Helmut Maier (Wissenschaftshistoriker) (* 1957), deutscher Wissenschaftshistoriker
- Helmut Maier-Mannhart (* 1941), deutscher Journalist
- Helmuth Maier (1892–1976), deutscher Landrat
- Henri Maier (* 1946), französischer Opernintendant
- Herbert Maier (* 1959), deutscher Maler
- Hermann Maier (* 1972), österreichischer Skirennläufer
- Hermann Maier-Leibnitz (1885–1962), deutscher Eisen- und Industriebauer und Hochschullehrer
- Hermann Nikolaus Maier (1877–1941), deutscher Fischereibeamter und -funktionär
- Hermine Maier-Heuser (auch Hermine Maierheuser; 1882–1968), deutsche Schriftstellerin
- Hertha Maier (1922–1967), deutsche Tischtennisspielerin
- Hiasl Maier-Erding (1894–1933), deutscher Maler
- Horst-Werner Maier-Hunke (* 1938), deutscher Unternehmer und Verbandsfunktionär
- Hugo Maier (Komponist) (1897–nach 1954), deutscher Pianist und Komponist
- Hugo Maier (1953–2011), deutscher Pädagoge und Hochschullehrer
- Humberto Maier (* 2005), brasilianischer Motorradrennfahrer

### I
- Ida Maier-Müller (1821–1904), deutsche Malerin
- Ingrid Matthäus-Maier (* 1945), deutsche Politikerin (SPD), MdB
- Irmela Maier (* 1956), deutsche Künstlerin

### J
- Jak R. Maier (1933–2010), deutscher Bildhauer
- Jakob Maier (1854–1929), deutscher Maler, Fotograf und Landwirt
- Jens Maier (* 1962), deutscher Richter und Politiker (AfD)
- Joachim Maier (Theologe) (* 1945), deutscher katholischer Theologe
- Joachim Maier (Leichtathlet), deutscher Leichtathlet, Geher
- Joachim Maier (Chemiker) (* 1955), deutscher Chemiker
- Johann Maier (Politiker, I), österreichischer Politiker, Salzburger Landtagsabgeordneter
- Johann Maier (Domprediger) (1906–1945), deutscher Geistlicher, Domprediger in Regensburg
- Johann Maier (Politiker, II), österreichischer Politiker (ÖVP), Kärntner Landtagsabgeordneter
- Johann Maier (Judaist) (1933–2019), österreichischer Theologe und Judaist
- Johann Maier (Politiker, Mai 1952) (* 1952), österreichischer Politiker (SPÖ), Nationalrat
- Johann Maier (Politiker, Oktober 1952) (* 1952), österreichischer Politiker (SPÖ), Niederösterreichischer Landtagsabgeordneter
- Johann Baptist Maier (1881–1957), deutscher Gebrauchsgrafiker und Maler
- Johann Christoph Maier (1757–1809), deutscher Pfarrer und Schriftsteller
- Johann Evangelist Maier (1833–1899), deutscher Geistlicher und Politiker (Zentrum), MdR
- Johanna Maier (* 1951), österreichische Köchin
- Johannes Maier-Hultschin (1901–1958), deutscher Journalist
- John P. Maier (* 1947), britischer Chemiker
- Jonas Maier (Handballspieler) (* 1994), deutscher Handballspieler
- Jonas Maier (Nordischer Kombinierer) (* 1999), deutscher Nordischer Kombinierer
- Jonathan Maier (* 1992), deutscher Basketballspieler
- Jörg Maier (* 1940), deutscher Geograph, Volkswirt und Hochschullehrer
- Jörn Maier (* 1971), deutscher American-Football-Trainer
- Josef Maier (Römerforscher) (1881–1957), deutscher Maurer und Römerforscher
- Josef Maier (Politiker) (1900–1985), deutscher Politiker (CDU)
- Josef Maier (Mechaniker) (1921–1995), deutscher Mechaniker, Erfinder und Unternehmer
- Josef Maier (Skilangläufer) (1935–2012), deutscher Skilangläufer
- Josef Maier (Orgelbauer) (* 1958), deutscher Orgelbauer
- Josef Maier-Krafft (1906–1991), deutscher Rechtsanwalt und Schriftsteller
- Josef Dieter Maier, bekannt als Sepp Maier (* 1944), deutscher Fußballtorhüter
- Joseph von Maier (1797–1873), deutscher Rabbiner
- Joseph Maier (Soziologe) (1911–2002), US-amerikanischer Soziologe deutscher Herkunft
- Julia Maier (* 1988), österreichische Jazzmusikerin
- Juliane Maier (* 1987), deutsche Fußballspielerin
- Julius Maier (Ringer), deutscher Ringer
- Julius Maier (Bankier) (1890–1944), deutscher Bankier und Politiker (NSDAP), Konsul von Estland
- Julius Maier (Unternehmer) (1901–1964), deutscher Unternehmer
- Julius Joseph Maier (1821–1889/1891), deutscher Jurist, Musikwissenschaftler, Komponist und Bibliothekar
- Jürgen Maier (Politiker) (* 1974), österreichischer Politiker (ÖVP)
- Jürgen Maier (Fußballspieler) (* 1979), österreichischer Fußballspieler

### K
- Karl Maier (1877–1952), Schweizer Unternehmer und Politiker (FDP), siehe Carl Maier (Unternehmer)
- Karl Maier (Verleger) (1894–1979), deutscher Verleger
- Karl Maier (Politiker, 1898) (1898–1978), deutscher Politiker (NSDAP)
- Karl Maier (Unternehmer) (1900–1980), deutscher Fabrikant
- Karl Maier (Politiker, II), österreichischer Politiker (FPÖ)
- Karl Maier (Richter) (1911–2000), deutscher Jurist und Richter
- Karl Maier (Rechtswissenschaftler) (* 1954), deutscher Rechtswissenschaftler und Hochschullehrer
- Karl Maier (Journalist) (* 1957), US-amerikanischer Journalist
- Karl Maier (Motorsportler) (* 1957), deutscher Speedwayrennfahrer
- Karl Maier (Fußballspieler) (* 1969), österreichischer Fußballspieler
- Karl Anton Maier (1910–1971), deutscher Verwaltungsjurist
- Karl Ernst Maier (1920–2011), deutscher Germanist
- Karl Friedrich Maier (1905–1993), deutscher Wirtschaftswissenschaftler
- Kathrin Maier (* 1982), deutsche Pädagogische Psychologin und Hochschullehrerin
- Klaus Maier (Tischtennisspieler) (1938–2017), deutscher Tischtennisspieler und Sportfunktionär
- Klaus Maier (Politiker) (* 1956), deutscher Politiker (SPD)
- Klaus A. Maier (* 1940), deutscher Oberst und Militärhistoriker
- Konstantin Maier (* 1949), deutscher römisch-katholischer Theologe
- Kurt Maier (Major) (1911–1952), deutscher Major der Luftwaffe
- Kurt Maier (Politiker) (1925–2016), österreichischer Politiker (SPÖ)
- Kurt Maier (Reiter) (* 1950/1951), deutscher Spring- und Dressurreiter und Trainer
- Kurt Salomon Maier (* 1930), deutscher Bibliothekar und Redner

### L
- Ladislav Maier (* 1966), tschechischer Fußballtorwart
- Lena Maier-Hein (* 1980), deutsche Medizininformatikwissenschaftlerin
- Léon Maier (* 1952), französischer Fußballspieler
- Leonie Maier (* 1992), deutsche Fußballspielerin
- Leopold Maier-Labergo (1908–1939), deutscher Eiskunstläufer
- Lilly Maier (* 1992), deutsch-österreichische Historikerin und Autorin
- Lisi Maier (* 1984), deutsche Politikwissenschaftlerin und Lehrerin
- Lorenz Maier, deutscher Historiker
- Lory Maier-Smits (1893–1971), deutsche Eurythmistin
- Lothar Maier (* 1944), deutscher Wissenschaftler und Politiker
- Lothar August Maier (* 1941), deutscher Historiker
- Ludwig Maier (1848–1915), deutscher Architekt
- Ludwig Felix Maier (1860–1924), deutscher Organist, Pianist, Orgellehrer, Klavierlehrer, Musikpädagoge
- Luitpold Maier (1887–1967), deutscher Heimatforscher

### M
- Manfred Maier (1944–2021), deutscher Volksschauspieler
- Marco Maier (* 1999), deutscher Behindertensportler
- Marcus Maier (* 1995), österreichischer Fußballspieler
- Maria Maier (* 1954), deutsche Künstlerin
- Maria Maier-Stolte (* 1946), deutsche Botanikerin und Autorin
- Markus Maier (Skisportler) (1911–2010), österreichischer Skisportler
- Markus Maier (Psychologe) (Markus A. Maier; * 1967), deutscher Psychologe und Hochschullehrer
- Markus Maier (Eishockeyspieler) (* 1977), deutscher Eishockeytorhüter
- Martin Maier (Parteifunktionär), deutscher Parteifunktionär (KPD), siehe Mössinger Generalstreik
- Martin Maier (Politiker), deutscher Politiker in Südwestafrika (DAP)
- Martin Maier (Autor, 1958) (* 1958), deutscher Hörspielautor
- Martin Maier (Theologe) (* 1960), deutscher Theologe und Publizist
- Martin Maier (Schauspieler) (* 1977), österreichischer Schauspieler
- Martin Maier-Bode (* 1966), deutscher Kabarettist, Autor und Regisseur
- Martin Maier-Hugendubel (1866–1954), deutscher Theologe, Missionar und Schriftsteller
- Marx Maier (1875–1932), deutscher Kantor und Lehrer
- Max Maier (Geistlicher) (1862–1901), deutscher katholischer Geistlicher und Physiker
- Max Maier (Mediziner) (1874–1939), deutscher Psychiater
- Max Maier (Physiker, 1940) (* 1940), deutscher Physiker und Hochschullehrer
- Michael Maier (Alchemist) (1569–1622), deutscher Alchemist
- Michael Maier (Journalist) (* 1958), österreichischer Journalist
- Michael Maier (Leichtathlet) (* 1964), deutscher Marathonläufer
- Michael Maier (Politiker) (* 1975), österreichischer Politiker (ÖVP)
- Michaela Maier (* 1973), deutsche Hochschullehrerin für Kommunikationspsychologie

### N
- Nadja Maier (* 2001), deutsche Nachwuchsschauspielerin
- Nico Maier (* 2000), Schweizer Fußballspieler
- Nicole Maier (* 2000), deutsche Schwimmerin
- Nikolaus Maier (1891–1977), deutscher römisch-katholischer Pfarrer und Heimatforscher
- Norbert Maier (* 1934), deutscher Fußballspieler

### O
- Olli Maier (1945–2011), deutscher Schauspieler und Sänger
- Otto Maier (Verleger, 1852) (1852–1925), deutscher Verleger
- Otto Maier (Ruderer) (1887–1957), deutscher Ruderer
- Otto Maier (Verleger, 1891) (1891–1952), deutscher Verleger
- Otto Maier (Politiker) (1901–1934), deutscher Politiker (NSDAP)
- Otto Julius Maier (* 1930), deutscher Verleger

### P
- Pascal Maier (* 1985), deutscher American-Football-Spieler
- Patrick Maier (* 1990), österreichischer Eishockeyspieler
- Paul Maier (Fußballspieler) (* 1928), deutscher Fußballspieler
- Paul Maier-Pfau (1899–1979), deutscher Maler
- Paul L. Maier (1930–2025), US-amerikanischer Historiker
- Pauline Maier (Krankenschwester) (1877–1942), deutsche Krankenschwester
- Pauline Maier (Historikerin) (1938–2013), US-amerikanische Historikerin und Hochschullehrerin
- Peter Maier (Archivar) (Peter Maier von Regensburg; um 1460–1542), Geschichtsschreiber und Archivar
- Peter Maier (Zeichner) (1952–1990), Schweizer Zeichner und Fotograf
- Peter Maier (Ringer) (* 1952), deutscher Ringer
- Peter Maier (Leichtathlet), deutscher Langstreckenläufer
- Peter Maier-Asboe (1938–1986), deutscher Architekt, Künstler, Fahrzeugdesigner und Karosseriebauer
- Peter Herbert Maier (* 1959), deutscher Mathematiker und Hochschullehrer
- Petra Maier (* 1972), deutsche Ingenieurwissenschaftlerin und Rektorin der Hochschule Stralsund
- Philipp Maier (* 1994), deutscher Fußballspieler
- Pia Maier (* 1971), deutsche Politikerin (PDS)
- Pia Maier Schriever (* 1972), deutsche Architektin und Bühnenbildnerin

### R
- Radu-Anton Maier (* 1934), deutscher Kunstmaler und Grafiker
- Ramona Maier (* 1979), rumänische Handballspielerin, siehe Ramona Farcău
- Ramona Maier (Fußballspielerin) (* 1995), deutsche Fußballspielerin
- Raphael Maier (* 1992), österreichischer Skeletonsportler
- Reinhold Maier (1889–1971), deutscher Politiker
- Reinhold Maier (Verkehrswissenschaftler), deutscher Verkehrsingenieur
- Renate Hodak-Maier (* 1972), deutsche Handballspielerin
- Robert Maier (1931–1996), deutscher Richter und Bürgermeister von Neu-Isenburg
- Rolf Maier (* 1960), deutscher Fußballspieler
- Rolf Maier Bode (auch Maier-Bode, Pseudonyme Azzukko Chababaree, Manitou, Sound Tourist; * 1974), deutscher Techno-Musiker und Produzent
- Ronald Maier (Wirtschaftsinformatiker) (* 1968), österreichischer Wirtschaftsinformatiker und Hochschullehrer
- Ronald Maier (Handballfunktionär) (1978–2023), deutscher Handballfunktionär
- Rudi Maier (Fußballspieler) (1922–2004), deutscher Fußballspieler
- Rudi Maier (Fechter) (1945–2017), deutscher Fechter
- Rudolf Maier (Historiker) (1867–1942), österreichischer Historiker und Schriftsteller
- Rudolf Maier (Landrat) (1886–1962), deutscher Landrat
- Rudolf Maier (Biologe) (* 1946), österreichischer Biologe
- Rudolf Maier (Physiker) (* 1949), deutscher Physiker
- Rudolf Albert Maier (1927–2012), deutscher Archäologe und Landeskonservator
- Rudolf Nikolaus Maier (1909–nach 1992), deutscher Schriftsteller
- Rudolf Richard Maier (* 1941), deutscher Mathematiker und Hochschullehrer
- Rudolf Robert Maier (1824–1888), deutscher Pathologe und Anatom
- Ruth Maier (1920–1942), österreichische Schriftstellerin

### S
- Sabine Maier (* 1971), österreichische Künstlerin
- Sabine Maier (Physikerin) (* 1979), Schweizer Physikerin und Hochschullehrerin
- Sabine Pemsel-Maier (* 1962), deutsche römisch-katholische Theologin
- Sabrina Maier (* 1994), österreichische Skirennläuferin
- Sascha Maier (* 1974), deutscher Fußballspieler
- Sebastian Maier (Künstler) (* 1972), deutscher Maler, Grafiker, Fotograf und Bildhauer
- Sebastian Maier (* 1993), deutscher Fußballspieler
- Sepp Maier (Heimatdichter) (* 1939), österreichischer Heimatdichter
- Sepp Maier (* 1944), deutscher Fußballtorwart und -trainer
- Silke Maier-Witt (* 1950), deutsche Terroristin
- Simon Maier (Maler), deutscher Maler
- Simon Maier (* 1987), deutscher Eishockeyspieler
- Sophia Maier (* 1987), deutsche Journalistin und Fotografin
- Stefano Maier (* 1992), deutscher Fußballspieler

### T
- Tanja Maier (* 1988), deutsche Schauspielerin
- Tatjana Maier-Keil (* 1988), deutsche Politikerin (CDU), MdL
- Theo Maier (1902–1976), deutscher Oberfinanzpräsident
- Theo Maier-Körner (1918–2003), deutscher Schauspieler
- Theodor Maier (* 1942), österreichischer Historiker, Mitglied im Mauthausen Komitee Österreich sowie im Vorstand der Lagergemeinschaft Flossenbürg
- Thomas Maier (Bauernführer) (auch Thomas Mayer; † 1525), deutscher Bauernführer
- Thomas Maier (Schriftsteller) (* 1956), US-amerikanischer Journalist und Schriftsteller
- Thomas Maier (Politiker) (* 1975), Schweizer Politiker (GLP)
- Thomas Maier (Politiker, 1991) (* 1991), österreichischer Politiker (FPÖ)
- Thomas Maier (Fußballspieler) (* 1998), österreichischer Fußballspieler
- Til Maier (* 1962), deutscher Kameramann
- Tomas Maier (geb. Thomas Maier; * 1957), deutscher Modedesigner
- Toni Maier (* 1949), deutscher Trompeter, Musikpädagoge und Komponist

### U
- Ulli Maier (* 1957), österreichische Schauspielerin
- Ulrich Maier (Mönch) († 1465), Schweizer Mönch
- Ulrich Maier (Politiker) (* 1943), deutscher Politiker
- Ulrich Maier (Schriftsteller) (* 1951), deutscher Lehrer, Historiker und Germanist
- Ulrike Maier (1967–1994), österreichische Skirennläuferin
- Ulrike Maria Maier (* 1977), deutsche Opernsängerin
- Ute Maier (* 1959), deutsche Zahnärztin, stellvertretende Vorsitzende des Vorstands der Kassenzahnärztlichen Bundesvereinigung
- Uwe Maier (Biologe) (Uwe G. Maier; * 1957), deutscher Zellbiologe und Hochschullehrer
- Uwe Maier (Erziehungswissenschaftler) (* 1971), deutscher Erziehungswissenschaftler und Hochschullehrer für Empirische Schulforschung

### V
- Viktor Maier (* 1990), kirgisischer Fußballspieler
- Vitalis Maier (1912–1986), deutscher Ordensgeistlicher, Abt von Ottobeuren
- Vivian Maier (1926–2009), US-amerikanische Straßenfotografin

### W
- Walter Maier (Bibliothekar) (1910–2002), deutscher Bibliothekar
- Walter Maier (Filmemacher) (Walter V. Maier; * 1927), österreichischer Filmproduzent, Zeichner und Unternehmer, siehe Trickfilmstudio Traum & Maier
- Walter Maier-Kößler (1914–1994), deutscher Bildender Künstler
- Walter A. Maier (1893–1950), US-amerikanischer Philosoph, Theologe und Prediger
- Walter A. Maier II (1925–2019), US-amerikanischer Theologe und Neutestamentler
- Walter A. Maier III (* 1952), US-amerikanischer Theologe, Alttestamentler und Hebraist
- Werner Maier (Fußballspieler) (* 1949), österreichischer Fußballspieler
- Werner Maier (Maler) (* 1956), deutscher Maler und Grafiker
- Werner L. Maier (* 1966), deutscher Jurist und Footballspieler
- Wilhelm Maier (Heimatforscher) (1884–1972), deutscher Heimatforscher
- Wilhelm Maier (Politiker) (1894–1947), deutscher Politiker (NSDAP)
- Wilhelm Maier (Mathematiker) (1896–1990), deutscher Mathematiker
- Wilhelm Maier (Boxer), deutscher Boxer
- Wilhelm Maier (Physiker) (1913–1964), deutscher Physiker
- Wilhelm Maier (Wirtschaftswissenschaftler) (* 1962), deutscher Wirtschaftswissenschaftler und Hochschullehrer
- Wilhelm Maier-Solgk (1919–2007), deutscher Zeichner und Illustrator
- Wilhelm Friedrich Maier (1859–1931), württembergischer Oberamtmann
- Wilhelm Johann Maier (1901–1977), deutscher Bürgermeister
- Willfried Maier (* 1942), deutscher Landespolitiker (Hamburg) (GAL)
- Willi Maier (Erziehungswissenschaftler) (1928–2021), deutscher Erziehungswissenschaftler, Hochschullehrer und Rektor der PH Ludwigsburg
- Willi Maier (* 1948), deutscher Hindernis- und Langstreckenläufer
- William J. Maier (1876–1941), US-amerikanischer Jurist und Politiker (Republikanische Partei)
- Willibald Apollinar Maier (1823–1874), deutscher katholischer Theologe und Publizist
- Winfried Maier (Hockeyspieler) (* 1946), deutscher Hockeyspieler
- Winfried Maier (* 1959), deutscher Jurist
- Wolfgang Maier (Autor) (1934–1973), deutscher Schriftsteller
- Wolfgang Maier (Ingenieur) (* 1941), deutscher Ingenieur und Hochschullehrer
- Wolfgang Maier (Zoologe) (* 1942), deutscher Zoologe und Hochschullehrer
- Wolfgang Maier (Mediziner) (* 1949), deutscher Psychiater und Hochschullehrer
- Wolfgang Maier (Autogrammsammler) (* 1952), deutscher Autogrammsammler und Komparse
- Wolfgang Maier (Trainer) (* 1960), deutscher Skisporttrainer und -funktionär
- Wolfgang Maier-Borst (* 1932), deutscher Chemiker
- Wolfgang Maier-Preusker (* 1948), deutscher Kunsthistoriker
- Wolfgang A. Maier (1927–2011), deutscher Kinderchirurg